# Guram Kostava
Guram Kostava (en georgiano: გურამ კოსტავა; 18 de junio de 1937-20 de junio de 2024) fue un deportista soviético que compitió en esgrima, especialista en la modalidad de espada.
Participó en dos Juegos Olímpicos de Verano en los años 1960 y 1964, obteniendo dos medallas: bronce en Roma 1960 y bronce en Tokio 1964. Ganó siete medallas en el Campeonato Mundial de Esgrima entre los años 1959 y 1967.

## Palmarés internacional
| Juegos Olímpicos   | Juegos Olímpicos   | Juegos Olímpicos  | Juegos Olímpicos   |
| Año                | Lugar              | Medalla           | Prueba             |
| ------------------ | ------------------ | ----------------- | ------------------ |
| 1960               | Roma (Italia)      | Medalla de bronce | Espada por equipos |
| 1964               | Tokio (Japón)      | Medalla de bronce | Espada individual  |
| Campeonato Mundial |                    |                   |                    |
| Año                | Lugar              | Medalla           | Prueba             |
| 1959               | Budapest (Hungría) | Medalla de plata  | Espada por equipos |
| 1961               | Turín (Italia)     | Medalla de oro    | Espada por equipos |
| 1963               | Danzig (Polonia)   | Medalla de bronce | Espada individual  |
| 1965               | París (Francia)    | Medalla de bronce | Espada individual  |
| 1965               | París (Francia)    | Medalla de bronce | Espada por equipos |
| 1966               | Moscú (URSS)       | Medalla de plata  | Espada por equipos |
| 1967               | Montreal (Canadá)  | Medalla de oro    | Espada por equipos |